# Sottoconsumo
Il termine sottoconsumo, in macroeconomia, indica una situazione nella quale la scarsità della domanda è causata da un livello troppo basso di consumo.

## Basi teoriche del sottoconsumo
Nel suo studio sul Mercantilismo l'economista svedese Eli Heckscher ricorda che già a quell'epoca vi erano studiosi che attribuivano le cause della stagnazione e della disoccupazione allo scarso livello della domanda di beni di consumo. Tra questi Barthélemy de Laffemas, il quale suggeriva di indirizzare la domanda verso i produttori francesi e condannava coloro che consumano poco. Altri economisti di epoca mercantilista, come William Petty, Nicholas Barbon e John Cary propugnavano le medesime idee. A dare man forte a queste teorie, venne il poemetto (la cui prima stesura apparve nel 1705) di Bernard de Mandeville La favola delle api, in cui veniva mostrato come l'avvento della virtù in un prospero alveare può portare, se per virtù si intendono il risparmio e la frugalità, alla rovina di una comunità.
In epoca più recente, è Sir Thomas Robert Malthus a criticare aspramente coloro i quali, come Adam Smith, sostenevano che ogni atto di risparmio del privato corrispondesse a un atto di accantonamento, e quindi a un aumento dello stock di ricchezza, per la società. Malthus non nega che un livello non eccessivo di accantonamento di ricchezza possa portare a un aumento del benessere per la società, ma critica l'estremismo di chi vede in ogni atto di risparmio un beneficio pubblico. Difendeva dunque il consumo improduttivo dei proprietari terrieri come sostegno alla domanda.
Precursore invece del filone “progressista” del sottoconsumo è Sismondi, il quale considerava i salari come fonte principale della domanda, e quindi riteneva che le crisi di sovrapproduzione fossero dovute ad una ripartizione iniqua dei redditi. Un’analisi simile sarà ripresa un secolo dopo da John Atkinson Hobson e Rosa Luxemburg.

### Sottoconsumo, sottoinvestimento e sovrainvestimento
Karl Marx nel libro terzo de Il Capitale, attribuisce le crisi del sistema capitalista alla legge della caduta tendenziale del saggio del profitto, ovvero alla tendenza naturale del sistema economico (basato, secondo Marx, sullo sfruttamento del pluslavoro e sul plusvalore) a vedere ridotto il rapporto tra il plusvalore e il capitale, ovvero il profitto. La caduta del saggio del profitto, quindi, rende gli investimenti eccessivi rispetto alla domanda di beni, dando origine a una situazione di sovrainvestimento. Il sottoconsumo, quindi, è un effetto del sovrainvestimento, non la causa delle crisi, in quanto i capitalisti cercano, per affrontare la crisi di sovrainvestimento e ristabilire un soddisfacente tasso di profitto, di ridurre i salari.
John Maynard Keynes, che dedica un paragrafo della sua Teoria generale dell'occupazione, dell'interesse e della moneta a queste idee, vede le teorie del sottoconsumo come interessanti dal punto di vista della teoria economica, per la loro compatibilità con la teoria della domanda effettiva, ma fondamentalmente sbagliate, perché le cause della disoccupazione sono da ricercare nella carenza di investimenti, ovvero di acquisti di beni capitali. Nonostante gli errori, Keynes dà la sua preferenza a queste idee, piuttosto che a quelle dell'economia neoclassica, per le quali il risparmio si trasforma sempre in nuovo investimento, attraverso il ruolo equilibratore del tasso di interesse.